# Ungheni (Rumunia)
Ungheni (węg. Nyárádtő, niem. Nyaradfluß) – miasto w Rumunii, w okręgu Marusza. Liczy 6.554 mieszkańców (2002).